# 马歇尔·D·盖茨
马歇尔·D·盖茨（Marshall D. Gates Jr.，1915年—2003年）是一名美国化学家，曾担任羅徹斯特大學化学教授。作为一名有机化学家，主要研究领域是天然产物合成。1952年首次发表吗啡全合成而在化学界青史留名。

## 生平
马歇尔·盖茨1915年出生于密歇根州博因市 (Boyne City)。在萊斯大學读完本科后，盖茨前往哈佛大学深造并获得了硕士和博士学位。在与玛莎·迈耶 (Martha L. Meyer) 结婚后，盖茨和妻子共同撫育两男两女。在1941年到1949年间，盖茨供职于布林莫爾學院。之后，他转投罗彻斯特大学，并在此处担任教职直到1981年退休。珍珠港事件爆发后，盖茨于1943年开始为国防委员会工作，直到1946年战争结束。除此之外，盖茨还在1949年到1969年担任美国化学学会杂志的主编。他于2003年去世后，罗切斯特大学化学系设立了一个以他命名的教授职位以资纪念。

## 吗啡全合成
盖茨是最早提出的嗎啡的全合成路线的化学家。在提出其合成路线的同时，盖茨的理论也是对罗伯特·罗宾逊大约 27 年前所做的结构确定的重要证实。该合成基于从如下所示的二羟基萘构建氰基酮。关键步骤是与丁二烯的高压狄尔斯–阿尔德反应，建立了稠环系统核心。羟基和氰基之间的还原偶联提供了乙胺桥和进一步的阐述（包括突出显示的立体中心的艰巨差向异构化）建立了所谓的“盖茨中间体”。此后发表的合成研究曾一度将重点放在改进这种中间体的合成以及最终步骤上。

## 延伸阅读
- . Chemical & Engineering News. 1962, 40 (46): 76. doi:10.1021/cen-v040n046.p076 .
- .   [2023-06-20]. （原始内容存档于2010-12-01）.